# Kamen Rider: Dragon Knight
Kamen Rider: Dragon Knight è una serie televisiva statunitense creata da Stewe Wang e Michael Wang e prodotta dalla Adness Entertainment, adattamento della serie televisiva giapponese Kamen Rider Ryuki, a sua volta dodicesima serie del famoso franchise Kamen Rider, creato da Shōtarō Ishinomori.
La serie, composta da 40 episodi, è andata in onda sul canale The CW. In Italia è andata in onda il 16 aprile 2010 su Hiro, su Italia 1 il 1º gennaio 2011 e successivamente su Boing, sempre nel 2011.

## Adattamento
La serie è un adattamento della serie televisiva giapponese Kamen Rider Ryuki. Nel suo doppiaggio giapponese hanno partecipato molti attori delle vecchie serie di Kamen Rider; inoltre sono state create due nuove canzoni dedicate alla serie: Dive into the Mirror dei Defspiral e ANOTHER WORLD dei Kit×Len (gruppo formato da Tatsuhisa Suzuki e Satoshi Matsuda, i doppiatori giapponesi dei due protagonisti).

## Trama
La storia narrata è quella di Kit Taylor, un ragazzo che inizia un viaggio per cercare il padre scomparso nella dimensione parallela di Ventara, un mondo distrutto da demoni alieni. Durante il suo cammino, Kit si imbatte in un mazzo di carte, l'Advent Deck, che scopre ben presto essere speciale. Infatti il mazzo permette al ragazzo di trasformarsi in un eroe, il Kamen Rider, dotato di poteri sovrumani e armi potentissime.
Durante il viaggio, incontrerà Len, un altro Rider ed entrambi uniranno le proprie forze per combattere l'infido Generale Xaviax e il suo crudele esercito di mostri. Kit scoprirà che è proprio Xaviax a tenere prigioniero suo padre, oltre ad altre persone arruolate come combattenti del suo esercito. I demoni di Xaviax sono pronti a distruggere Ventara, e devono essere assolutamente fermati.

## Episodi
| Stagione       | Episodi | Prima TV USA | Prima TV Italia |
| -------------- | ------- | ------------ | --------------- |
| Prima stagione | 40      | 2008-2009    | 2010            |

### Episodio Pilota non trasmesso
Un episodio pilota di Kamen Rider: Dragon Knight, girato nel 2006 e interpretato da Matt Smith nel ruolo di Kit Taylor e da Kandis Erickson nel ruolo di Maya Young, venne prodotto e distribuito solamente online prima del dicembre 2008.

## Personaggi e interpreti

### Principali
- Kit Taylor / Adam, interpretato da Stephen Lunsford, doppiato da Renato Novara.
- Len, interpretato da Matt Mullins, doppiato da Patrizio Prata.
- Maya Young, interpretata da Aria Alistar, doppiata da Sonia Mazza.
- Xaviax, interpretato da William O'Leary, doppiato da Niseem Onorato.

### Ricorrenti
- Lacey Sheridan, interpretata da Marisa Lauren, doppiata da Renata Bertolas.
- Trent Moseley, interpretato da Taylor Emerson, doppiato da Leonardo Graziano.
- Michelle Walsh, interpretata da Kathy Christopherson.
- Kase, interpretata da Carrie Reichenbach.
- Richie Preston / Ian, interpretato da Tony Moras.
- Drew Lansing / Chance, interpretato da Cristopher Foley.
- Grant Staley / Van, interpretato da Christopher Babers.
- James Trademore / Price, interpretato da Scott Bailey, doppiato da Simone D'Andrea.
- Brad Barrett / Cam, interpretato da Keith Scaduto.
- Chris Ramirez / Quinn, interpretato da Michael Cardelle.
- Danny Cho / Hunt, interpretato da Mike Moh.
- Albert Cho / Chase, interpretato da Tony Sano.
- Vic Frasier / Nolan, interpretato da Mark Wystrach.
- Frank Taylor, interpretato da Jeff Davis.
- Detective Grimes, interpretato da James Patterson.
- Agent Phillips, interpretato da Jamison Jones.
- Eubulon, interpretato da Mark Dacascos.
- Sarah, interpretata da Camila Greenberg.

### Guest stars
- Madre di Kit Foster, interpretata da Kathleen Gati.
- Grace Kiefer, interpretata da Victoria Jackson.
- Grant's Master, interpretato da T. J. Storm.

### Suit actors/stunt crew
- Hiroshi Maeda
- Reuben Langdon
- Mark Musashi
- Dorenda Moore
- Tadahiro Nakamura
- Aaron Toney
- Hideki Sugiguchi
- Sam Looc
- McKay Stewart

## Videogioco
Un videogioco picchiaduro basato sulla serie venne realizzato per le console Nintendo DS e Wii dalla D3 Publisher il 17 novembre 2009.

## Premi & Nomination
| Anno | Premio              | Categoria                                         | Risultato       |
| ---- | ------------------- | ------------------------------------------------- | --------------- |
| 2010 | Daytime Emmy Awards | Miglior coordinazione degli stunt (Dorenda Moore) | Vincitore/trice |